# Wyrbesznica
Wyrbesznica (bułg. Върбешница) – wieś w Bułgarii, w obwodzie Wraca, w gminie Mezdra. Według danych szacunkowych Ujednoliconego Systemu Ewidencji Ludności oraz Usług Administracyjnych dla Ludności, 15 września 2023 roku miejscowość liczyła 369 mieszkańców.

## Historia
Wyrszebnica to stara osada, powstała przed końcem XIV w. Wieś została założona przez zdobywców osmańskich pod obecną nazwą i pojawia się w dokumentach osmańskich już w 1430 r. jako lenno.